# Mociola, Bereg
Mociola (în ucraineană Мочола) este localitatea de reședință a comunei Mociola din raionul Bereg, regiunea Transcarpatia, Ucraina.

## Demografie
Componența lingvistică a localității Mociola
     Maghiară (80,15%)
     Ucraineană (18,37%)
     Rusă (1,04%)
     Alte limbi (0,15%)
Conform recensământului din 2001, majoritatea populației localității Mociola era vorbitoare de maghiară (80,15%), existând în minoritate și vorbitori de ucraineană (18,37%) și rusă (1,04%).